# 飛香まい
飛香 まい（あすか まい、2002年8月12日 - ）は、日本の女優。ホリプロ所属。

## 経歴
2020年12月の第44回ホリプロタレントスカウトキャラバン「未来のキング&クイーンを探せ！ミュージカル次世代スターオーディション」でファイナリストに選出され、ホリプロに所属する。
福岡県のインターナショナル・スクールを卒業後、2022年に明治大学入学と同時に雑誌「Ray」にて「Ray♡Campus Girl」としての活動を開始。
2024年からミュージカル『ハリー・ポッターと呪いの子』でハーマイオニー・グレンジャー役を務める。

## 人物
- 特技 - 英語
- 趣味 - 宝塚歌劇鑑賞、温泉巡り

## 出演
太字は主演・主役

### 舞台
- 本格ミステリー歌劇『46番目の密室』（2023年、KAAT神奈川芸術劇場）- 真壁真帆 役[3]
- 舞台『幕が上がる』（2023年、サンシャイン劇場）- 明美ちゃん 役
- 本格ミステリー歌劇『恋砂-れんさ-廻』（2023年、シアター風姿花伝・ぽんプラザホール） - ヒロイン・未来 役
- 舞台『ダリとガラ』（2023年、座・高円寺・ABCホール）
- 舞台『ハリー・ポッターと呪いの子』（2024年、TBS赤坂ACTシアター） - ローズ・グレンジャー・ハーマイオニー役

### テレビドラマ
- 作りたい女と食べたい女（2022年、NHK）
- トモダチゲームR4（2022年、テレビ朝日）
- 花嫁未満エスケープ（2022年、テレビ東京） - ラブレス 店員 役
- 正義の天秤（2023年、NHK） Season2 第4回 - 梅津亜矢子（若い頃） 役
- アンメット ある脳外科医の日記（2024年、フジテレビ） - ヒロイン（杉咲花）の妹 川内マイ 役[4]
- 不適切にもほどがある!（2024年、TBS）第8話 - 街頭インタビューの女性 役[5]

### 雑誌
- Ray（2022年4月～、「Ray♡Campus Girl」）